# Rij (database)
In de context van een relationele database, vertegenwoordigt een rij, ook wel een record, een gestructureerde gegevenseenheid in een tabel. Een rij in een tabel met n kolommen of velden is een n-tupel. Een tabel in een database kan eenvoudig gezegd worden beschouwd als te zijn opgebouwd uit rijen en kolommen. Iedere rij in een tabel heeft dezelfde structuur en geeft een verzameling van gerelateerde gegevens weer.
|       | Kolom 1        | Kolom 2        |
| ----- | -------------- | -------------- |
| Rij 1 | Rij 1, Kolom 1 | Rij 1, Kolom 2 |
| Rij 2 | Rij 2, Kolom 1 | Rij 2, Kolom 2 |
| Rij 3 | Rij 3, Kolom 1 | Rij 3, Kolom 2 |